# Сарби
Сарби (пол. Sarby, нім. Schreibendorf) — село в Польщі, у гміні Пшеворно Стшелінського повіту Нижньосілезького воєводства.
Населення — 444 особи (2011).
У 1975-1998 роках село належало до Валбжиського воєводства.

## Демографія
Демографічна структура станом на 31 березня 2011 року:
|          | Загалом | Допрацездатний вік | Працездатний вік | Постпрацездатний вік |
| -------- | ------- | ------------------ | ---------------- | -------------------- |
| Чоловіки | 221     | 48                 | 154              | 19                   |
| Жінки    | 223     | 45                 | 132              | 46                   |
| Разом    | 444     | 93                 | 286              | 65                   |